# Hercules Seghers
Hercules Seghers of Segers (zoals hij zelf zijn naam schreef), (Haarlem, 1589 of 1590 – Den Haag, ca. 1633-1640) was een Nederlands schilder, graficus en kunsthandelaar. Seghers wordt als dé vernieuwer van de grafiek gezien. Hij bracht kleurige, fantasierijke prenten op de markt, èn schilderijen in een bescheiden formaat. Sinds de 19de eeuw, toen er veel belangstelling ontstond voor zijn werk, staat hij bekend als Seghers, alhoewel hij in 17de-eeuwse documenten meestal Segers wordt genoemd.

## Jeugd, afkomst en opleiding

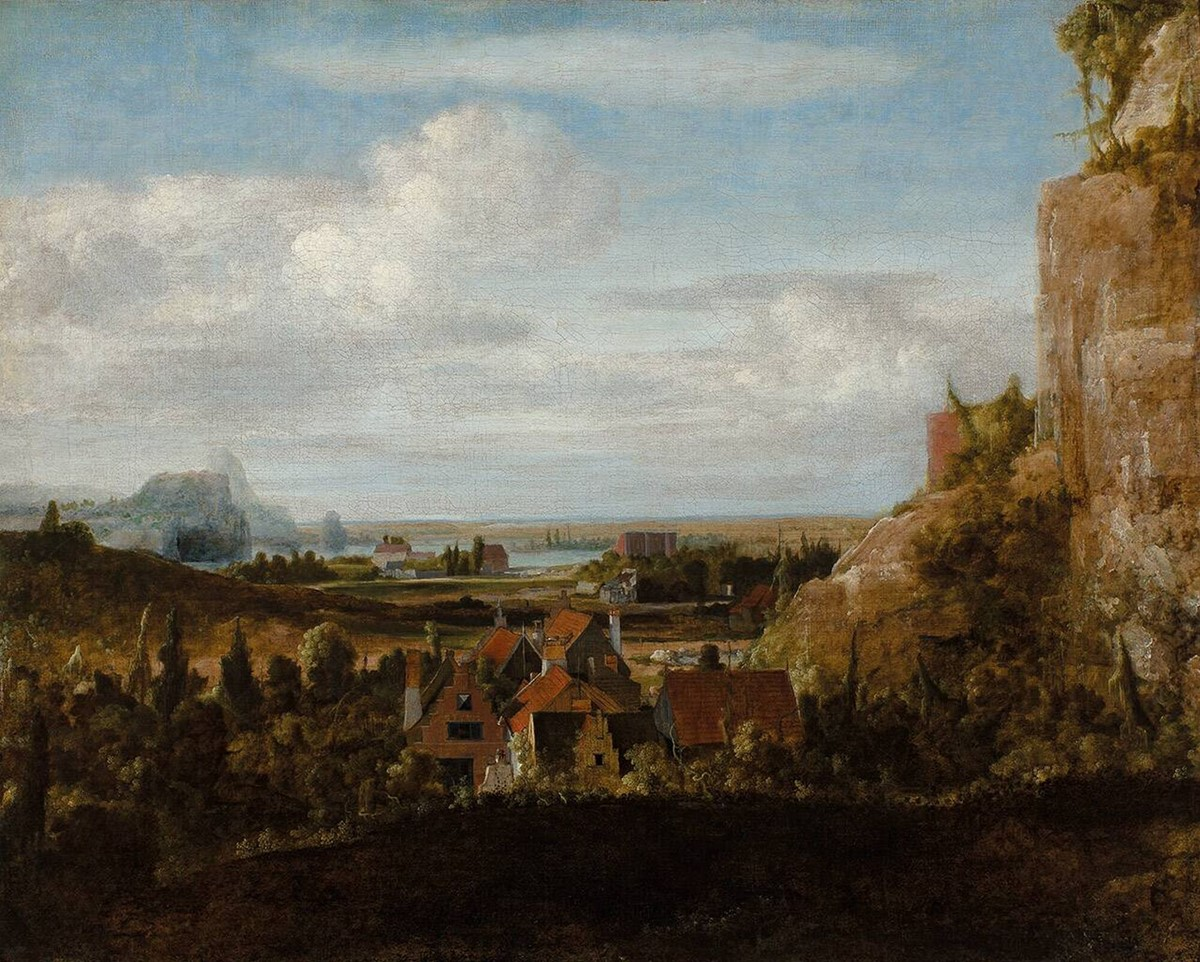
Rivierdal met huizen. Ca. 1625. Rotterdam, Museum Boijmans Van Beuningen.

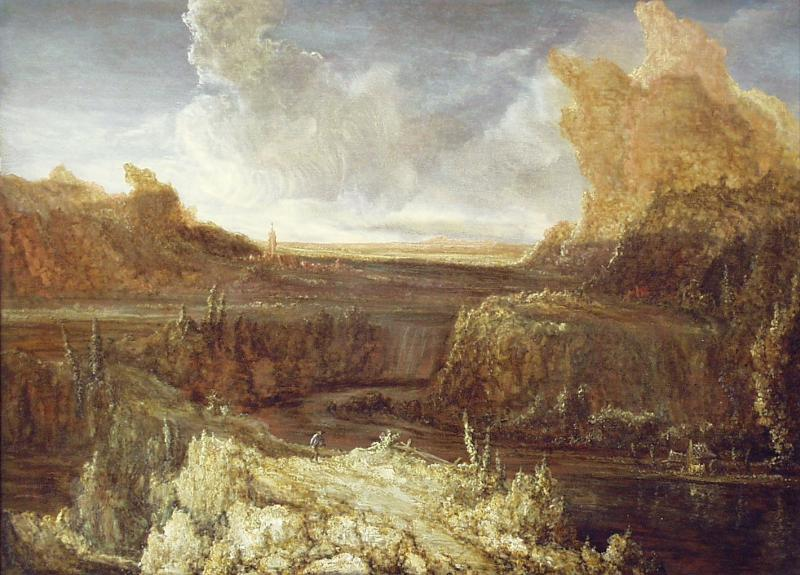
Bergachtig landschap. Zonder jaar. Den Haag, Museum Bredius. Dit is waarschijnlijk het schilderij van Seghers dat door de brand in het Armando Museum in Amersfoort op 22 oktober 2007 verloren is gegaan.

Hercules Seghers was de zoon van Pieter Segers - een Vlaamse en doopsgezinde immigrant en voormalig koopman uit Gent - en diens vrouw, Cathelijne Hercules. Beiden waren de Zuidelijke Nederlanden ontvlucht, maar de precieze reden daarvan is onbekend. Hercules had nog een jongere broer, Laurens. Circa 1595 verhuisde het gezin naar Amsterdam waar de jonge Hercules in de leer ging bij de toen bekende kunstschilder Gillis van Coninxloo, die Antwerpen was ontvlucht en na een verblijf van enkele jaren in Frankenthal zich ten slotte in Amsterdam had gevestigd; zijn specialiteit was het landschap. Onbekend is waar Seghers na het overlijden van zijn leermeester in 1606 zijn leertijd heeft vervolgd en welke kunstenaar hem het etsen toen heeft bijgebracht.

## Leven en werk
In 1612 stond Hercules ingeschreven als lid van het Sint Lucasgilde in de stad Haarlem; in deze tijd had hij een liefdesaffaire met Marritge Reyers uit Amsterdam waar een onwettig kind uit voortkwam, Neeltje Hercules. In een document werd vastgelegd dat Seghers zich verplichtte om te blijven zorgen voor het meisje. Kort daarop ging hij terug naar Amsterdam en trouwde in 1615, in het kerkje van Sloterdijk, met Anna van der Brugghen; zij was zestien jaar ouder en afkomstig uit Antwerpen, en zeer waarschijnlijk niet de moeder van zijn kind.
In 1619 kocht Hercules een groot huis aan de Lindengracht in de Amsterdamse Jordaan, dat hij het Vallende Water noemde.. Vanuit het raam van zijn atelier keek hij op de toen nog niet voltooide Noorderkerk die hij verwerkte in zijn ets Zicht op de Noorderkerk. Aan het einde van de jaren twintig raakte Seghers, die zich inmiddels naar zijn grootvader noemde, in financiële moeilijkheden en moest in 1631 zijn huis verkopen. In 1633 vertrok hij naar Utrecht en begon daar een kunsthandel. Vrij snel daarop verhuisde Seghers naar Den Haag, waar hij mogelijk in 1638/1639 stierf, volgens zijn eerste biograaf Samuel van Hoogstraten omdat hij '..zijn droefheit [vanwege de armoede] in de wijn wilde smooren, en op een avont buyten zijn gewoonte beschonken zynde, quam t'huis, maar viel van de trappen, en sterf..' .

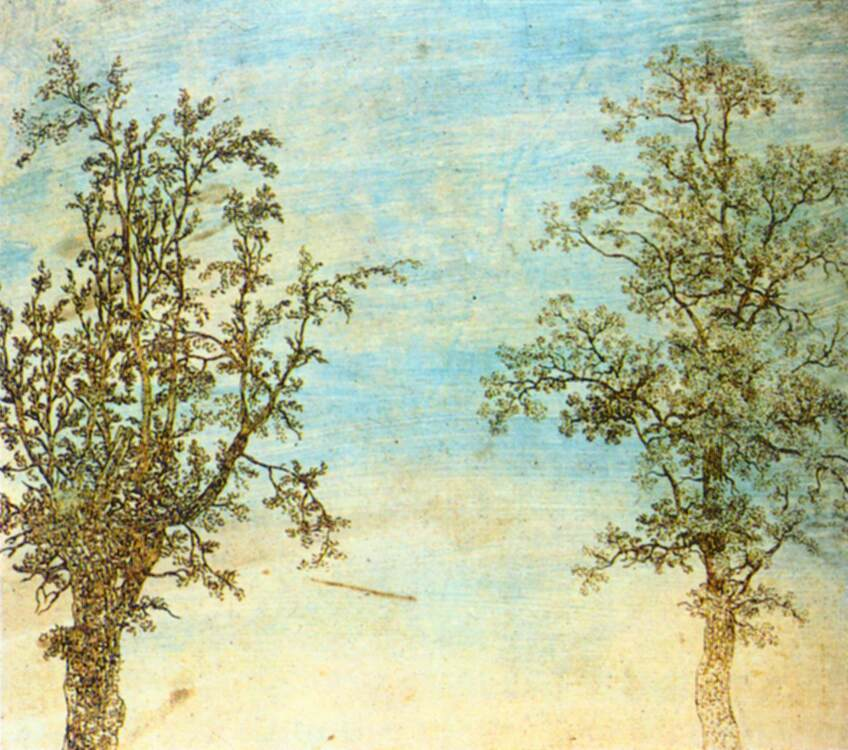
De twee bomen. Ca. 1615-1630. Ets. Amsterdam, Rijksmuseum Amsterdam.

Samuel van Hoogstraten beschreef ongeveer veertig jaar na Seghers' dood deze als een zeer ijverig kunstenaar, en ..als zwanger van geheele Provinsien, die hij met onmetelijke ruimten baerde, en in zijn schilderijen en Printen wonderlijk liet zien.. Van Hoogstraten stelde dat bijna niemand voor het werk van Seghers belangstelling had in zijn eigen tijd; zijn prenten werden 'met manden vol' gebruikt om er boter en zeep in te verpakken. Pas na zijn dood ontstond er waardering voor zijn werk. Toch zijn er ook andere berichten waarin hierbij vraagtekens worden gezet. Zo was Rembrandt een groot bewonderaar van hem en bezat hij acht schilderijen van Seghers, aldus het document over de verkoop van Rembrandts woonhuis èn inboedel aan de Jodenbreestraat te Amsterdam. Ook de eigentijdse verzamelaar Michiel Hinlopen had 48 prenten van Seghers in zijn bezit, die zich nu bevinden in de collectie van het Rijksmuseum. Het lijkt erop dat zowel de prenten als de schilderijen van Seghers al tijdens zijn leven werden gewaardeerd en verzameld, zij het door een selecte groep liefhebbers en kunstenaars.

## Seghers' prentkunst
Men noemt Seghers graag als de eerste, die de kleurendruk heeft toegepast of uitgevonden. Hij placht zijn platen sterk te etsen, beschilderde ze dan met olieverf en drukte ze vervolgens af op wit of gegrond papier of op linnen. Elke afdruk werd extra bewerkt, vandaar dat twee afdrukken van eenzelfde plaat er geheel anders uitzien.
Zijn etsen tonen vaak rotsachtige berglandschappen, bossen en bomen, vergezichten over vlak land, kastelen en ruïnes en zeegezichten. Vaak wordt in zijn landschappen de visuele toegang geblokkeerd door rotsblokken in de voorgrond, waarachter de voorstelling zich dan opent in een vallei, vaak omringd door grillige bergen. Bij scherp kijken zijn er soms watervallen te vinden en regelmatig minuscule lopende mensfiguurtjes. Wat opvalt is het unieke karakter van zijn drukken. Nu kennen wij zo'n 184 drukken die van 53 verschillende platen zijn gedrukt. Dit is een op drie, waar andere kunstenaars uit zijn tijd van een etsplaat ruim honderd drukgangen drukten. Bovendien varieerde Seghers ook nog vaak binnen die beperkte oplage van drie drukken, door te wisselen met de kleurkeuze, de drager of in de bewerking; hierdoor werd elk van deze drukken een unicum. Sommige van Seghers' afdrukken zijn gedrukt met zwarte drukinkt op ongeprepareerd papier, andere lijken daarentegen meer experimenten in diverse kleuren. Ook gebruikte Seghers in de drukgang regelmatig kleuren in waterverf of olieverf, en zelfs vernis.
Nadat Seghers een aantal afdrukken had gemaakt pakte hij de koperplaat zelf weer aan en bewerkte deze verder - vaak met een droge naald - waardoor er een nieuwe staat ontstond van dezelfde prent. Van sommige motieven zijn zo drie tot vier verschillende staten bekend. Ten slotte sneed hij na het drukken ook nog elke druk op eigen wijze af (binnen de plaatrand!) waardoor geheel nieuwe composities ontstonden.
Zowel door het drukken met verf als door zijn unieke ets-methode ontstonden de karakteristieke schilderachtige effecten in zijn prenten, vaak versterkt door het gebruik van gebroken en gerafelde lijnen, die Seghers' 'signatuur' werden. Een methode die hij aantoonbaar zelf ontwikkelde is de zog. oplostechniek, die uniek was voor zijn tijd. Het resultaat daarvan in de prent zijn lijnen die eindigen in kleine druppel-achtige vormen, en in dikte variëren. Onbekend is, hoe dit bij Seghers exact in zijn werk ging. Ook vrij uniek voor zijn tijd is dat hij lijnen en sporen van een vorige voorstelling op de koperen plaat niet verwijderde, maar deels liet staan. Zo speelden zij als zichtbare sporen mee in de nieuwe voorstelling; veel van zijn prenten vertonen de vorige zuurvlekken, krassen, lijnen en uitprobeersels van de etsnaald, die in principe vóór het maken van de nieuwe voorstelling begon, technisch van de etsplaat verwijderd hadden kunnen worden. Maar Seghers verkoos heel vaak dit niet te doen.

## Rembrandt en Seghers
Rembrandt moet grote waardering voor het werk van Seghers hebben gehad; in 1656 had hij acht schilderijen van hem in zijn huis en atelier hangen. Interessant is dat Rembrandt, waarschijnlijk na diens dood, ook in het bezit was gekomen van een etsplaat van Seghers, namelijk 'Tobias en de Engel Rafael', waarin de twee figuren van rechts een heuvelachtig landschap inlopen. Rembrandt bewerkte deze etsplaat in verschillende fases, in vergaande mate. Hij sleep ('gumde' als het ware) delen van Seghers' voorstelling in de etsplaat weg, waarna hij de plaat onder meer in die delen bewerkte. Zo zijn de figuren uit het Oude Testament vervangen door Jozef en Maria, op hun vlucht naar Egypte. Sommige restanten van Seghers' voorstelling, zoals de vleugels van de engel, zijn bij Rembrandt nog zichtbaar gebleven. Opvallend in deze melange van twee kunstenaars is dat Rembrandt trouw bleef aan zijn eigen lineaire ets-stijl en nergens probeerde de schilderachtige stijl van de oude meester te imiteren. Ook versterkte hij de diepte-suggestie van het landschap, en bracht sterkere contrasten aan in de voorstelling door het gebruik van diep-zwarte lijnen van de droge-naaldstechniek.
Daarnaast moet Rembrandt zijn bewondering voor Seghers aan zijn leerlingen hebben overgedragen, omdat zowel het werk van Jan Ruyscher, Philips Koninck en Pieter de With zichtbare invloed van de twee meesters vertoont. Een vierde leerling, Samuel van Hoogstraten, schreef de eerste biografie van Seghers. Uit dit alles kan geconcludeerd worden dat het werk van Seghers regelmatig onderwerp van gesprek moet zijn geweest in Rembrandts huis en atelier.

## Nieuwe vondsten
Lange tijd werden er slechts tien tot twaalf bekende schilderijen toegeschreven aan Hercules Seghers. In 2016 organiseerde het Rijksmuseum een tentoonstelling waarin alle bekende werken  van Seghers werden getoond. Voor deze tentoonstelling werd uitvoerig kunsthistorisch en materiaal-technisch onderzoek uitgevoerd. Hierbij werden zes nieuwe werken definitief aan Seghers toegeschreven, waaronder drie schilderijen in privé-bezit: Weg in het bos, Panoramalandschap met een stad aan een rivier en Panoramalandschap met twee torens. In totaal zijn er inmiddels 18 schilderijen van Seghers bekend.

## Legende Seghers
Samuel van Hoogstraten was de eerste biograaf van Seghers en zijn woorden werden zeer bepalend voor de latere beeldvorming rond de kunstenaar. Daar er helaas nauwelijks andere eigentijdse bronnen beschikbaar zijn, is er van Seghers' leven maar weinig bekend. Van Hoogstraten schetst het beeld van een onbegrepen kunstenaar die tot armoede gedoemd was en door niemand werd erkend, waarop hij van ellende ging drinken en daardoor zijn leven eindigde met een val van de trap. Latere kunstkenners trokken dit beeld door en beschreven Seghers als iemand die volledig buiten de maatschappij stond, en daarnaast als een melancholisch en eenzaam genie dat geboren was op een 'rampspoedige planeet', aldus Arnold Houbraken rond 1719. Volgens de latere kunsthistoricus Wilhelm Fraenger valt er in het werk van Seghers een toenemende eenzaamheid te lezen, die eindigt in de afgesloten gevangenschap van zijn eigen werk. Vakgenoot Carl Einstein publiceerde in 1929 een essay over Seghers, waarin hij de dichtheid van de rotspartijen in diens prenten interpreteerde als wanhoop en zelfs als een uiting van pleinvrees: '..een verrotte, versteende catastrofe waar zelfs de zee veranderd was in massieve stenen en gelijkgesteld aan dode materie.'
- Bibliothèque nationale de France: cb14597456v (data)
- Biografisch Portaal: 89296591
- Gemeinsame Normdatei: 118612751
- International Standard Name Identifier: 0000 0001 1591 7792
- Library of Congress Control Number: n50006379
- Nationale Bibliotheek van Letland: 000326057
- Nationale Bibliotheek van Tsjechië: jo20211135301
- Nationale Bibliotheek van Israël: 987007371560605171
- Nederlandse Thesaurus van Auteursnamen: 071206310
- RKD-Nederlands Instituut voor Kunstgeschiedenis: 71801
- SNAC: w6057s6d
- Système universitaire de documentation: 078621771
- Union List of Artist Names: 500025942
- Virtual International Authority File: 7636553
- WorldCat: E39PBJpDKMrjb8QdCcbPTKBVmd